# Flexografia

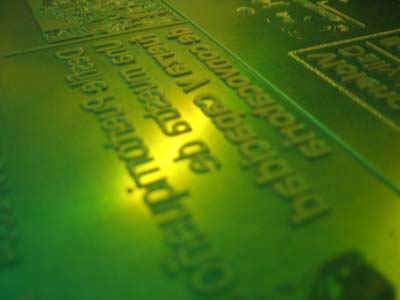
Uma placa de impressão flexográfica.

Flexografia é um sistema de impressão gráfica em que a fôrma, um clichê de borracha ou fotopolímero, é relevográfica. O sistema pode ser caracterizado como um carimbo, no qual os grafismos em relevo recebem a película filmogênica de tinta e, mediante pressão, transferem-na para a superfície do suporte de impressão. 
Usa-se tintas líquidas altamente secativas, a base de água, solvente ou curadas por luz UV ou feixe de elétrons. Uma de suas virtudes é a flexibilidade para imprimir os mais variados suportes, de durezas e superfícies diferentes, de forma rápida e econômica - sendo, portanto, indicada para lotes de impressão médios e curtos.

## Origem
Não se sabe ao certo onde surgiu a Flexografia. Os ingleses dizem ter documentos comprovando que sua origem data do final do século XIX, pela sociedade Comercial Bibby, Barons & Sons Ltda. Já os registros históricos apontam o surgimento da flexografia nos Estados Unidos, no ano de 1860.
A tinta, que inicialmente era um corante a base de anilina dissolvida em álcool, desenvolveu-se em meados dos anos 50, assumindo o pigmento como elemento corante e agregando valor às exigências dos produtos impressos. De suas origens, a flexografia ainda guarda o nome "anilox", alusão ao cilindro entintador que transferia suas tintas a base de anilina, e a marca comercial da tinta à época, "Lithox" (Aniline + Lithox).
No início era chamado de “impressão com anilina”. Em 1952, no 14°Fórum do Instituto de Embalagens, foi realizada uma votação entre os fornecedores presentes, em que o processo passou a ser chamado de Flexografia.

## Características do processo

### Gravação das formas de impressão
A flexografia é um processo de impressão direta, caracterizado pelo emprego de uma forma relevográfica (isto significa que seus grafismos ou áreas de impressão estão em relevo) e resiliente, produzida na forma de chapas planas ou camisas (tubulares, para máquinas impressoras dotadas de mandris e sistema de ar comprimido, indicadas para trocas rápidas).
Historicamente, o primeiro processo "industrial" de obtenção da forma flexográfica foi o processo conhecido como "matriz negativa" - uma forma relevográfica de tipografia (clichê de zinco) era colocada em uma prensa com plateaus aquecidos a altíssima pressão, juntamente com um material termo moldável: o baquelite, bastante utilizado na fabricação de cabos de panelas, por exemplo.
O resultado era uma matriz com as imagens em negativo, que voltavam à prensa aquecida, postas em contato com uma borracha.
Com o calor e a pressão, a borracha vulcanizava e as imagens negativas do baquelite invertiam-se em relevos na chapa de borracha.
As irregularidades e desuniformidades requeriam um processo de acabamento conhecido como retífica do clichê (aplicação de calços para compensar as diferenças de altura dos grafismos e contra-grafismos).
Antes deste processo, as formas eram de borracha e entalhadas manualmente. Ainda hoje existem algumas empresas com o processo de entalhe manual para embalagens de papelão ondulado e impressões de traços simples.
Com o desenvolvimento do fotopolímero pela multinacional Dupont, a flexografia passou por uma mudança revolucionária: chapas com maior durabilidade, precisão e qualidade, aptas a serem gravadas com lineaturas superiores a 42 l/cm. O nome comercial do fotopolímero da Dupont - o "Cyrel" tornou-se sinônimo de chapas flexográficas.
O fotopolímero, inicialmente gravado pelo processo de exposição com lâmpadas UV especiais também evoluiu bastante. A primeira geração constituía-se num processo analógico, com a exposição de um filme (fotolito) matte para a geração de uma imagem latente e a posterior revelação com solvente (existem várias marcas e tipos fabricados no Brasil, inclusive com apelo ambiental) e escovação. Aprimoramentos para aumentar a produtividade dos equipamentos (em especial, as processadoras) e tornar o processo mais amigável ao meio-ambiente levaram a Dupont ao desenvolvimento do processo térmico - o Cyrel Fast, que substitui os químicos e a escovação por uma manta especial e aquecida.
Surgiram também os equipamentos de gravação digital (geração 1), com fotopolímero especial dotado de uma máscara negra e cópia laser da imagem sobre a máscara, com a posterior revelação por ação ablativa (lavagem). Os pontos obtidos na tecnologia digital apresentam menor ganho de ponto quando pressionados na impressão, ombros mais verticalizados e frágeis.
A última tecnologia na gravação de formas flexográficas são os sistemas de gravação direta a laser em camisas tubulares confeccionadas de fotopolímero (Cyrel Round) e diversos tipos de borrachas (elastômeros) especiais. Existe também a gravação direta DLE "Direct Laser Engraving", onde a imagem é gravada diretamente na camisa (cilindro emborrachado), dispensando o uso de produtos químicos em seu processo e possibilitando a impressão contínua (sem emenda).
No Brasil a única fábrica de fotopolímero da America Latina, a Polyhex química, está localizada em Tubarão, Santa Catarina. Desde 2001 a fábrica produz fotopolímero líquido para confecções de carimbos e placas cyrel. A Finetech em Itupeva, São Paulo, faz a gravação direta na camisa (borracha). Há indústrias de embalagens, etiquetas ou rótulos que possuem o processo de fabricação de chapas ou clichês internamente, bem como empresas prestadoras de serviços de confecção dos clichês, as chamadas "clicherias", a exemplo de Alpha Clicheria, Clicheria Blumenau, Fotograv, DP Studio e tantas outras.

## Mercado de atuação
A flexografia pode imprimir praticamente qualquer tipo suporte, e atua em diversos segmentos, desde a impressão em banda larga (embalagens) até a banda estreita (etiquetas e rótulos). Apesar de ter sido estigmatizada durante muitos anos como um processo de impressão de pequena ou baixa qualidade, quando comparada à rotogravura, o avanço tecnológico da flexografia levou-a a um novo patamar de qualidade, tão boa quanto a impressão rotogravura ou offset, desde que sejam observados os inúmeros controles e monitoramento das variáveis durante o processo.
1. Editorial (periódicos);
2. Promocional (embalagens e peças de apoio) - o maior crescimento da flexografia encontra-se no ramo das embalagens flexíveis (celofane, polietileno, polipropileno, nylon, poliéster, alumínio, papel etc.), etiquetas e rótulos auto-adesivos e as embalagens de papelão ondulado.
Pode-se também imprimir materiais decorativos, a exemplo dos papéis para presente, móbiles, crepom, papel tissue, TNT (tecido não-tecido) dentre outros. Imprime-se também a cerâmica, tecidos, fórmica e bens duráveis.